# 죄악세
죄악세(Sin tax) 또는 악행세는 사치금지법의 일종으로 술, 담배, 도박, 경마 등과 같이 사회적으로 요구되지 않는 것들의 매매를 금지하기 위해 부과되는 세금이다. 설탕이나 탄산 음료에도 죄악세가 부과되기도 하며, 일부 지역에서는 코카인이나 마리화나 같은 마약류에도 부과된다.
죄악세로 발생된 수입은 가끔 특수 사업에 쓰이거나 예산에 보충된다. 미국의 도시에서는 경기장에 지불하기도 하며 스웨덴에서는 도박에서 부과된 세금을 도박으로 인한 문제를 갖고 있는 사람을 돕기 위해 쓰인다. 이러한 용인된 죄악세는 소득세나 매출세 보다 좋은 결과를 보여줄 수도 있다.

## 대한민국에서의 죄악세
2010년부터 대한민국의 술, 담배에 대한 죄악세가 대폭 오를 것으로 보인다. 이는 현재 세금 수준이 술, 담배의 소비를 억제할 만큼 높지 않기 때문이다. 하지만 이러한 죄악세의 인상 여부를 놓고 사회적 비용을 줄여야 한다는 의견과 서민의 부담일 뿐이라는 의견의 논쟁이 한창이다.

## 미국에서의 죄악세
보건 전문가들은 미국인의 비만율 억제 및 건강보험 개혁의 수익 구축을 위해 소다음료 온스 당 1센트의 죄악세를 추진하고 있다. UCLA 의 연구원들에 따르면 소다 음료의 소비자들은 비만이 될 가능성이 27배이 상 높으며, 소다 음료를 즐겨 마시는 소비자들은 일 년에 39파운드의 설탕을 섭취하는 것과 같다고 밝혔다. 오바마 대통령은 소다 음료의 죄악세에 대해 긍정적인 입장을 보이고 있으며, 법원 관계자에 따르면 실제로 담배에 대한 죄악세의 추진으로 세입 증가와 함께 흡연률 감소의 효과를 보고 있다고 한다. 현재 미국 정치권 내에서는 죄악세에 관한 논의가 무성하며 새로운 세금이 도입되면 음료 회사들에게는 상당한 타격이 있을 것으로 보인다.

## 영국에서의 죄악세
현재 영국에서도 죄악세는 담배, 술은 기본이고 환경문제를 야기하는 비닐봉지, 승용차 통행료, 나아가 비행기 연료에 대한 세율을 높이는 등 앞으로 3년간 물가상승률에 대한 2%의 세금을 부과한다는 계획이다. 또한 2010년부터는 연료 효율이 낮고 대기오염을 심화시키는 자동차에 대해 판매세와 도로세가 인상될 예정이다. 하지만 이러한 죄악세 인상에 대해 국민들은 '아예 술을 마시지 말며 운전도 하지마라'라며 크게 반발하고 있다.

## 같이 보기
- 소비세
- 토지가치세
- 온정주의